# Arroyo de las Tunas (Río Daymán)
El arroyo de las Tunas es un curso de agua uruguayo que atraviesa el departamento de  Paysandú perteneciente a la cuenca hidrográfica del Río de la Plata.
Nace en la Cuchilla del Queguay y desemboca en el río Daymán.